# Logares
Logares (llamada oficialmente Santo André de Logares) es una parroquia y una aldea española del municipio de Fonsagrada, en la provincia de Lugo, Galicia.

## Otras denominaciones
La parroquia también es conocida por el nombre de San Andrés de Logares.

## Organización territorial
La parroquia está formada por doce entidades de población:
- Cabanas
- Cancelas (As Cancelas)
- Cerdeira
- Cospeito
- Graña de Chao de Fornos (A Graña de Chao de Fornos)
- Lamelas (As Lamelas)
- Lodos
- Logares
- Pandela (A Pandela)
- San Andrés (Santo André)
- Sendiña (A Sendiña)
- Viduedo (Biduedo)

## Demografía

### Parroquia
| Gráfica de evolución demográfica de Logares (parroquia) entre 2000 y 2019 |
|                                                                           |
| Datos según el nomenclátor publicado por el INE.                          |

### Aldea
| Gráfica de evolución demográfica de Logares (aldea) entre 2000 y 2019 |
|                                                                       |
| Datos según el nomenclátor publicado por el INE.                      |